# Lago Union

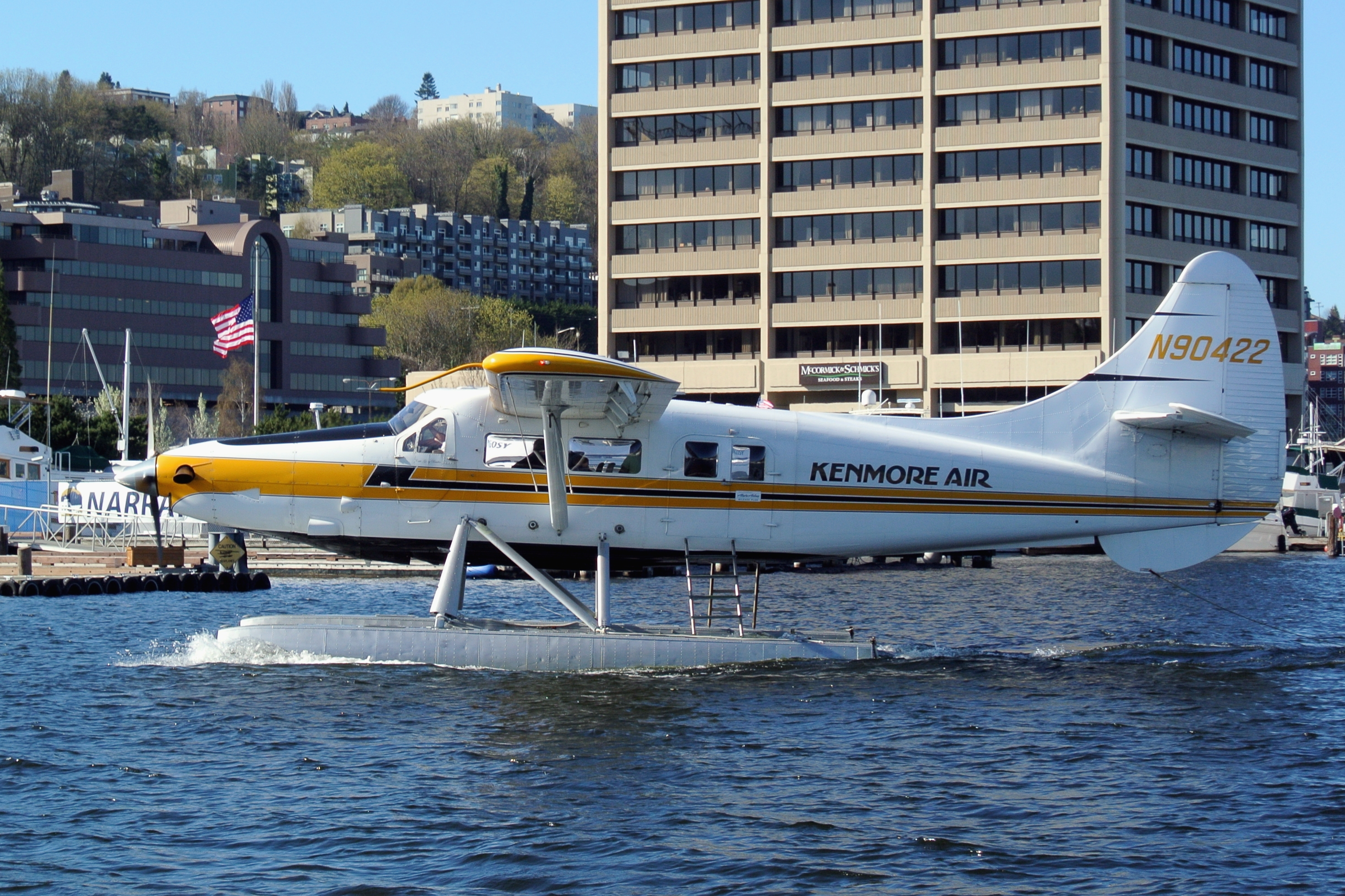
DHC-3 Otter de la aerolínea Kenmore Air

El lago Union es un lago de Estados Unidos, situado completamente dentro de los límites de la ciudad de Seattle, en el estado de Washington.

## Orígenes
El lago es de origen Glaciar. La cuenca del lago fue creada por el Glaciar Vashon hace unos 12.000 años, igual que el lago Washington, el Lago Green, que también está íntegramente dentro de Seattle, el lago Bitter y el lago Haller.

## Toponimia
El lago Union debe su nombre actual a Thomas Mercer, que en 1854 predijo que algún día se crearían canales que unirían el lago Washington con el Puget Sound y unirían sus aguas. Los Duwamish lo llamaron lago pequeño (Lushootseed: XáXu7cHoo, literalmente pequeña gran cantidad de agua  la forma diminutiva de la palabra que usaban para nombrar al lago Washington).

## Industria
Boeing comenzó a construir en el lago Union en 1916. También se encuentran en sus orillas los astilleros, muelles, y serrerías. La compañía Kenmore Air tiene una base de hidroaviones en el sur del lago.

## Actividades

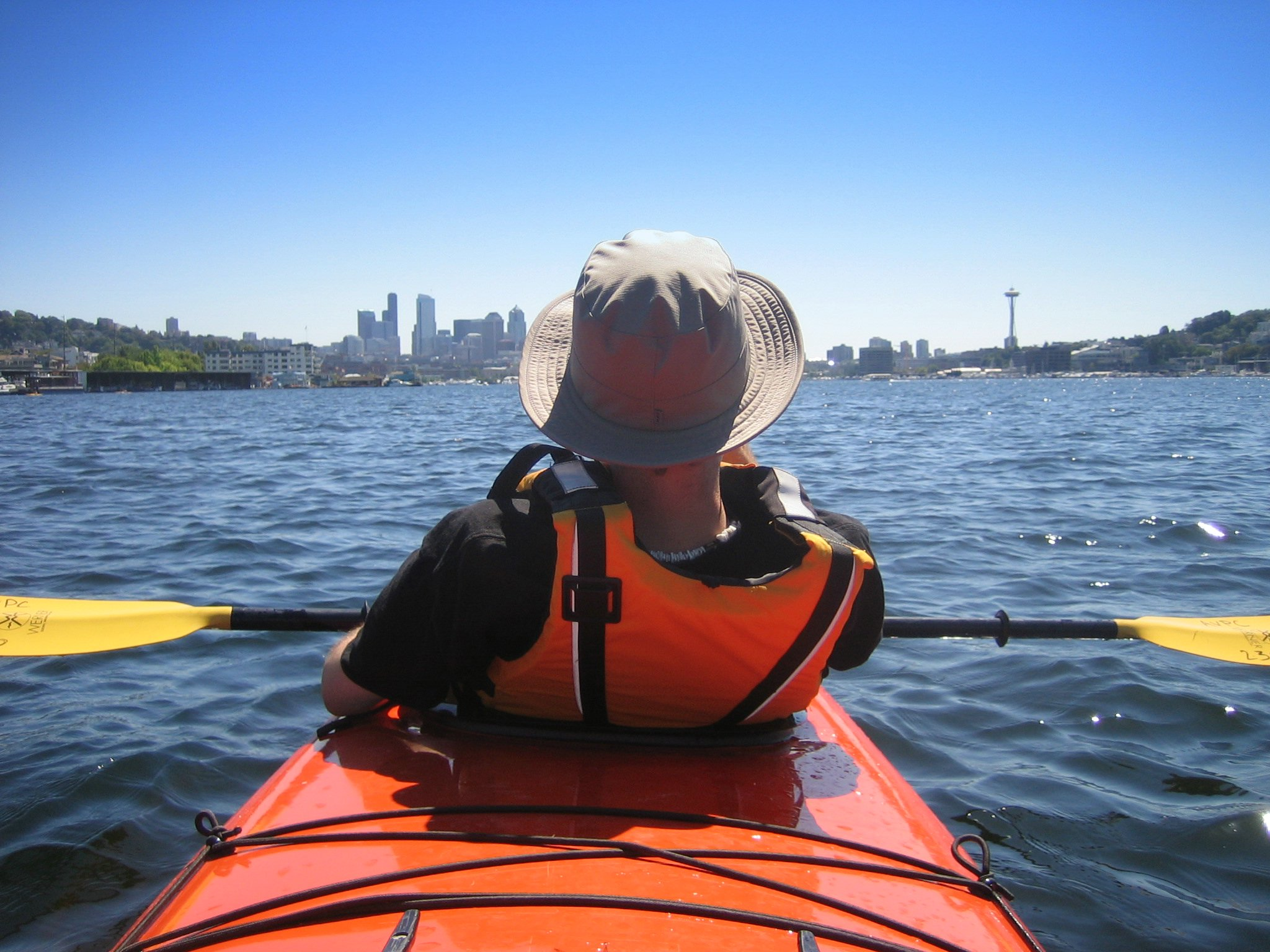
Kayaki en Lake Union con el Space Needle visible al fondo

Gracias a su situación en el interior de Seattle y a sus bonitas vistas panorámicas de Seattle, hacen del lago un lugar popular de ocio y esparcimiento. El kayak es muy popular en los meses más cálidos. Los hidroaviones de la compañía Kenmore Aire realizan varias salidas diarias durante el verano. Los barcos de recreo del Lago Washington pasan a través del lago en su camino hacia el Puget Sound. El  Center for Wooden Boats realiza un festival anual para barcos de madera.

### Parques
El Parque Gas Works es el parque más grande en el Lago Union y el más popular para los visitantes y ciudadanos de Seattle. En verano se celebran numerosos conciertos en él y uno de los dos grandes shows de fuegos artificiales del 4 de julio de la ciudad. Otros parques que rodean el lago son :North Passage Point Park, South Passage Point Park, Fairview Park, Terry Pettus Park' y South Lake Union Park.

## Conexión con otros lagos
El lago Union está en el centro del sistema del Canal del lago Washington. El agua del lago Washington fluye hacia el Puget Sound a través del Montlake Cut, que es la parte del canal que une el lago Washington con el lago Union y posteriormente con el Fremont Cut, que la lleva hasta el Puget Sound. Antes de la construcción del canal, el lago desaguaba a través de un arroyo en la bahía Salmon que sigue aproximadamente el mismo curso que el canal.

## Salinidad
Debido a la conexión a través de Hiram M. Chittenden Locks (una parte del Canal del lago Washington el agua salada del Puget Sound penetra en lago, lo que produce algo de contaminación salina, que se agrava en el verano, con el mayor tráfico de embarcaciones de recreo desde el lago Washington y el mayor tiempo que se mantienen abiertas las esclusas.

## Geografía
Tres principales calles tienen nombres en relación con el lago: Westlake Avenue, que se extiende a lo largo de su costa occidental y va desde el centro de la ciudad hacia el puente Fremont; Eastlake Avenue, que se extiende a lo largo de su costa oriental de Cascade hasta la University District, y Northlake Way, que se extiende a lo largo de su orilla norte desde University District pasando por el Gas Works Park hasta cerca del barrio de Fremont.
Varios barrios toman su nombre del lago: Eastlake, Westlake, Northlake, South Lake Union (no Southlake), y Montlake.

### Casas Flotantes

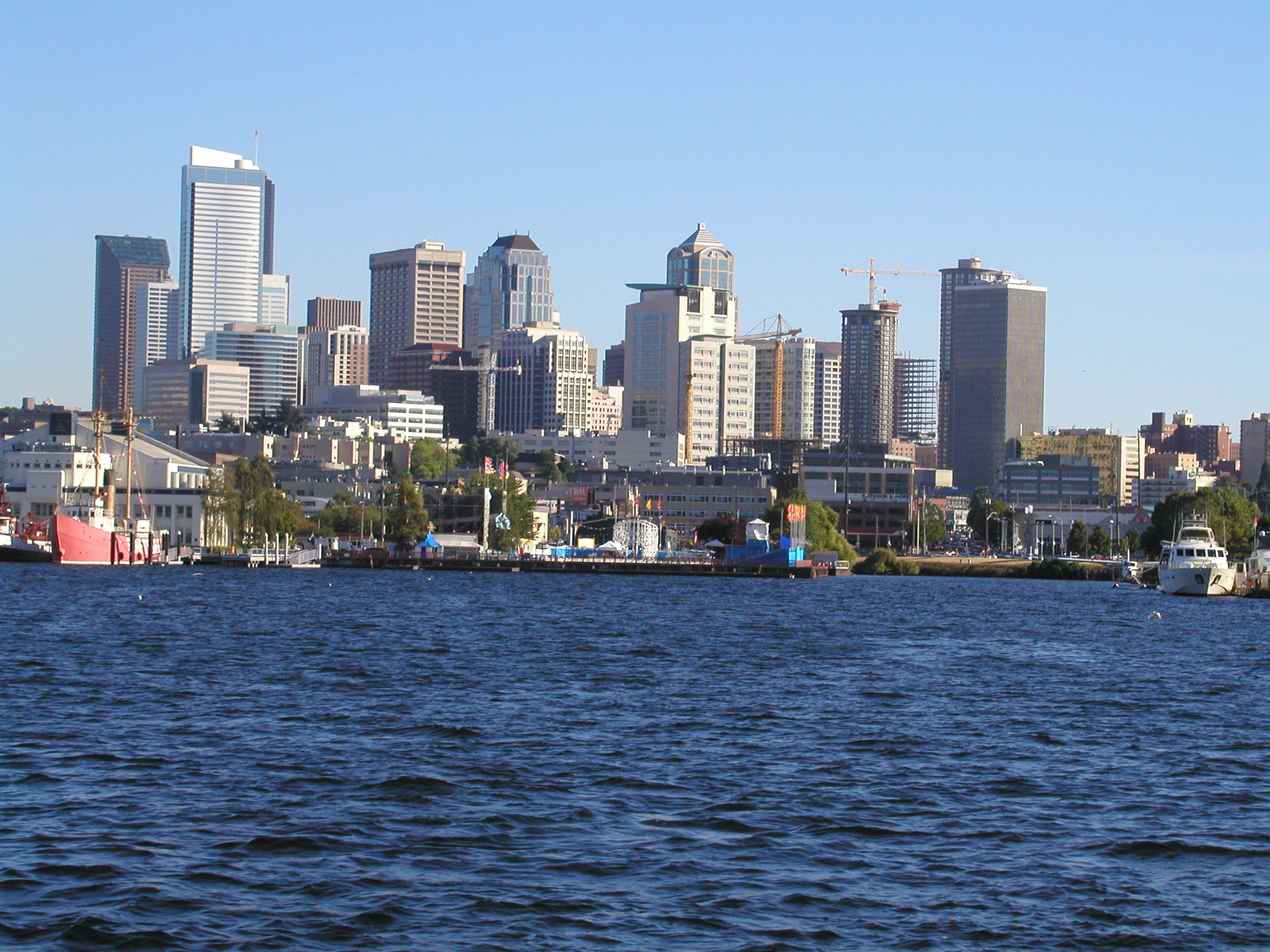
Vista del centro de Seattle desde el lago Union

Existen casas flotantes en las orillas este y oeste del lago. En Sleepless in Seattle, el personaje de Tom Hanks vive en una de estas casas.